# گرودنو ازوت
گرودنو ازوت (انگلیسی: Grodno Azot) شرکت صنایع شیمیایی بلاروس است، که در سال ۱۹۶۵ تأسیس شد.